# مقصدهای پروازی اویانکا
مقصدهای پروازی اویانکا به شرح زیر است:
|  | قطب              |
|  | مسیرهای آتی      |
|  | مسیرهای فصلی     |
|  | مسیرهای متوقف‌شده |

## اویانکا اکوادور
|  | قطب              |
|  | مسیرهای آتی      |
|  | مسیرهای متوقف‌شده |